# Джонувко
Джонувко (пол. Drzonówko, нім. Drenauhof) — село в Польщі, у гміні Хелмжа Торунського повіту Куявсько-Поморського воєводства.
Населення — 103 особи (2011).
У 1975-1998 роках село належало до Торунського воєводства.

## Демографія
Демографічна структура станом на 31 березня 2011 року:
|          | Загалом | Допрацездатний вік | Працездатний вік | Постпрацездатний вік |
| -------- | ------- | ------------------ | ---------------- | -------------------- |
| Чоловіки | 51      | 8                  | 33               | 10                   |
| Жінки    | 52      | 5                  | 35               | 12                   |
| Разом    | 103     | 13                 | 68               | 22                   |